# Mons Mouton

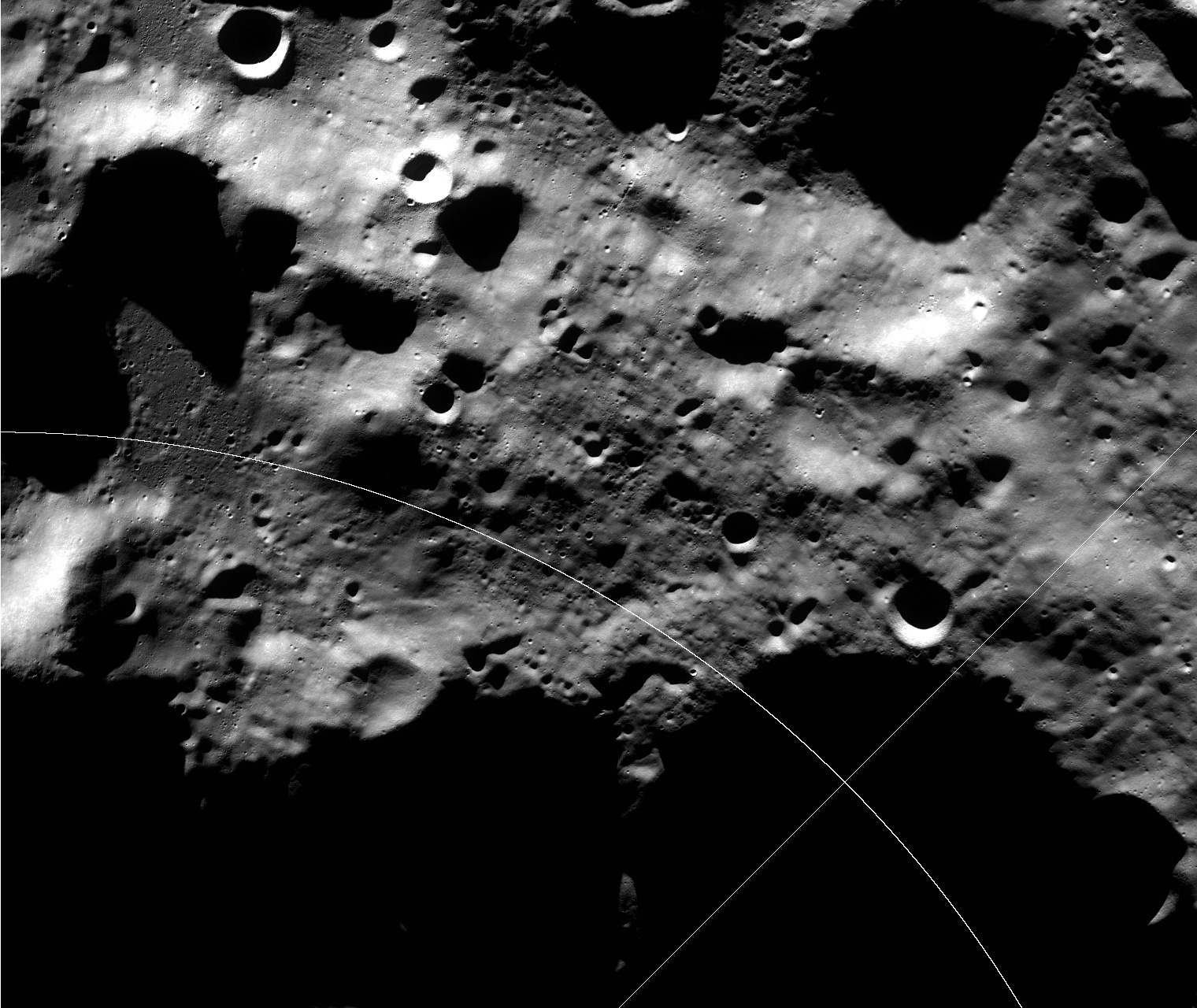
Zdjęcie Mons Mouton wykonane przez Lunar Reconnaissance Orbiter

Mons Mouton – nierówny płaskowyż w pobliżu południowego bieguna Księżyca. Mons Mouton leży pomiędzy dwoma kraterami; Nobile i Malapert i został on nazwany 13 maja 2022 roku na cześć amerykańskiej matematyczki Melby Roy Mouton.
Mons Mouton ma stać się miejscem lądowania bezzałogowego łazika VIPER należącego do NASA.